# 关于激光致盲武器的议定书
《关于激光致盲武器的议定书》，是1995年10月13日由联合国签发并于1998年7月30日生效的《1980年特定常规武器公约》的第四议定书。到2014年12月，该议定书已有104个缔约国。

## 历史
《特定常规武器公约》及其三个附加议定书于1980年10月10日起草并于1981年4月10日开放供签署。1986年，瑞典和瑞士大力推动关于激光致盲武器议定书的签署。1989年到1991年期间，红十字国际委员会举办了四次国际专家会议，专门针对该问题展开讨论。1995年，维也纳外交会议通过了关于激光致盲武器的议定书。

## 历史意义
红十字国际委员会认为，对于激光致盲武器的禁止是“国际人道法上的一个重大进步”。同时，红十字国际委员会强调：对于一种破坏力巨大的新型武器，在其使用之前就预先对其生产和扩散进行限制是人道主义的一个重大历史突破。它表明，自1868年爆炸性子弹被禁止使用以来，军事武器首次在投入战场并对受害者造成一系列可视伤害之前就因其可能出现的危害而被禁止。
这同样是第一个对战争状态下激光的使用作出规定的国际性条约。（和平状态下对于激光的使用规定已经在1989年美苏预防危险军事活动条约中的第四条提到）

## 局限
关于激光致盲武器的议定书未禁止对于双筒望远镜，潜望镜，远程望远镜和其他光学设备的袭击，因为不确定用激光袭击这些装置是否会造成永久性失明。议定书第三条允许针对电子光学设备的袭击，因为对设备的损坏不会引起对于人体的伤害。
眼科医生约翰·马修认为，虽然议定书禁止使用激光致盲武器，但一些国家仍继续生产并使用”测距仪，目标照明器，抗传感系统”等。由于这些技术有被滥用于对人类造成伤害的可能性，因此上述装置可能成为“非常有效的杀伤人员激光武器”。比如说，“一个应在一英里之外使用的激光系统在近距离环境下其发出的强光可能对人眼造成永久性失明的伤害。”避免因激光武器对眼部造成任何伤害的唯一办法是禁止这些激光的使用，但缔约国认为，该办法在军事上并无可行性；从人道主义立场上来说这也不是一个最为理想的办法，因为在武装冲突中，交战各方需要使用测距仪和目标照明器来确定攻击位置，并确保平民免受炮弹误伤。